# Sejl sikkert
|  | Denne artikel er oprettet af botten Steenthbot ud fra en ekstern database. Den kan derfor have sproglige fejl eller mangler. Denne skabelon kan fjernes efter kontrol af indholdet. |

Sejl sikkert er en dansk dokumentarfilm fra 1976 instrueret af Ib Dam og efter manuskript af Flemming la Cour.

## Handling
Instruktionsfilm for fritidssejlere. En sammenredigering af og bearbejdelse af de korte tv-film, som henleder opmærksomheden på de forskellige farer, der lurer på fritidsejlere og de muligheder man har for at undgå dem.